# Mariyammanahalli, Hospet
Mariyammanahalli là một làng thuộc tehsil Hospet, huyện Bellary, bang Karnataka, Ấn Độ.